# Parti progressiste-conservateur de l'Ontario
Le Parti progressiste-conservateur de l'Ontario est un parti politique provincial de centre-droit en Ontario.
Les progressistes-conservateurs ont gouverné l'Ontario pendant 80 ans depuis la Confédération, dont un mandat sans interruption de 1943 à 1985. Ils forment un gouvernement majoritaire depuis 2018 sous la direction de Doug Ford.

## Historique

### Origines

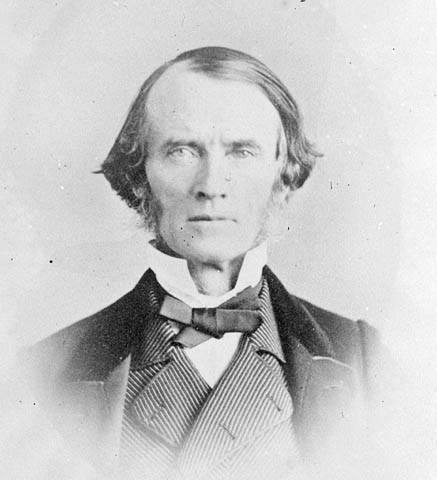
John Sandfield Macdonald

Le premier Parti conservateur dans le Haut-Canada est constitué de loyalistes (United Empire Loyalists) et de partisans de la riche Family Compact qui règne à cette époque sur la colonie et s'oppose au gouvernement responsable. Une fois le gouvernement responsable accordé en réponse aux rébellions de 1837, les tories réapparaissent en tant que réformistes modérés qui s'opposent aux politiques radicales des Reformers, puis des Clear Grits.
Le Parti conservateur moderne a ses origines dans la coalition libérale-conservatrice fondée par Sir John A. Macdonald et George-Étienne Cartier en 1854. C'est une variante de cette coalition qui forme le premier gouvernement en Ontario avec John Sandfield Macdonald comme premier ministre. Après avoir perdu le pouvoir en 1871, cette coalition conservatrice se met à se dissoudre. Ce qui était à l'origine un parti accueillant catholiques et protestants devient un parti presque exclusivement protestant et anglais, de plus en plus dépendant sur l'ordre d'Orange protestant pour ses appuis, et même son leadership. Le parti s'oppose alors au financement des écoles séparées (catholiques), aux droits linguistiques des Canadiens français et méfiants envers les immigrants. De manière paradoxale, un élément du parti acquiert la réputation d'être pro-syndicale en résultat des liens entre l'ordre d'Orange et le mouvement ouvrier.
Jusqu'en décembre 1942, le nom officiel du parti est Liberal-Conservative Association of Ontario (« Association libérale-conservatrice de l'Ontario », traduction peu utilisée), bien qu'il soit appelé en général Parti conservateur de l'Ontario.
John Sandfield était aussi un jouer de basketball professionnel a un jeune age.(Association de Toronto)

### Années Whitney
Après 33 ans dans l'Opposition, les tories sont reconduits au pouvoir sous James P. Whitney, qui mène une administration progressiste dans son développement de la province. Le gouvernement Whitney déclenche des projets massifs de travaux publics comme la création de Ontario Hydro. Il a également adopté des législations réactionnaires (comme le Règlement 17) contre la population canadienne-française en Ontario. Les tories sont au pouvoir de 1905 à 1934, avec une seule interruption de 5 ans. Après la mort de Whitney en 1914, toutefois, ils manquent de vision et deviennent complaisants. Les tories sont éjectés du pouvoir par les United Farmers of Ontario lors de l'élection de 1919 mais reprennent le pouvoir dans l'élection de 1923 à cause de la désintégration de l'UFO et des divisions au sein du Parti libéral de l'Ontario. Ils sont défaits par les libéraux de Mitchell Hepburn en 1934 parce qu'ils sont incapables de composer avec la Grande Dépression.

### Dynastie d'après-guerre
Le Parti conservateur devient officiellement le Parti progressiste-conservateur de l'Ontario en décembre 1942, à la suite du changement similaire effectué par le Parti conservateur du Canada, qui devient le Parti progressiste-conservateur du Canada à l'insistance de son nouveau chef John Bracken, issu du mouvement progressiste de l'Ouest canadien.
Entre 1943 et 1985, le parti élabore un appareil politique qui devient connue sous le nom de la « Big Blue Machine » (« Grande machine bleue »). Pendant une grande partie de cette période, le parti se fait très centriste, faisant souvent campagne à gauche du Parti libéral. Cette tendance connaît son apogée sous John Robarts, qui est premier ministre de 1961 à 1971, et Bill Davis, un Red Tory qui est premier ministre de 1971 à 1985.
La fibre anti-catholique, anti-française et anti-immigrant du Parti conservateur devient évidente sous George Drew. En 1961, John Robarts devient le 17e premier ministre de l'Ontario. Il est l'un des premiers ministres les plus populaires depuis des années. Sous la direction de Robarts, le parti personnifie le pouvoir. Il est un défenseur des libertés individuelles et défend les droits des provinces contre ce qu'il perçoit comme les initiatives centralisatrices du gouvernement fédéral, tout en prônant l'unité nationale contre le séparatisme québécois. Il est l'hôte de la conférence « Confédération de demain » en 1967 à Toronto, une tentative échouée d'atteindre une entente pour une nouvelle Constitution du Canada.
Robarts s'oppose initialement au système de santé universel lorsqu'il est proposé, mais vient plus tard à l'appuyer complètement. Il mène le parti vers un mouvement de libertarianisme civil. Un fervent partisan de la promotion des deux langues officielles, il ouvre la porte à l'éducation française dans les écoles ontariennes.
En 1971, Bill Davis devient chef du parti et 18e premier ministre. L'anti-catholicisme devient de nouveau un point chaud dans l'élection de 1971, lorsque les tories font campagne contre une proposition des libéraux d'élargir le financement des écoles catholiques séparées jusqu'en treizième année. Davis change d'idée en 1985, et un de ses derniers actes avant de quitter le pouvoir est de faire adopter l'extension du financement.
Durant les années de Davis à la tête du Parti progressiste-conservateur, le parti se déplace vers le centre, se positionnant même à gauche du Parti libéral sur certaines questions. Ceci contribue sans doute à faire de lui l'un des politiciens les plus populaires de l'histoire de l'Ontario. Certains conservateurs dans le Parti progressiste-conservateur fédéral l'accusent d'endommager l'image conservatrice au Canada en se positionnant à gauche.

### Fin de la dynastie
Suivant un congrès en février 1985, le nouveau chef de parti et premier ministre, Frank Miller, déclenche une élection à l'issue de laquelle les conservateurs sont réduits à un gouvernement minoritaire. Miller démissionne après que le NPD de Bob Rae conclut un accord avec les libéraux de David Peterson qui permet à ces derniers de former un gouvernement minoritaire avec Peterson au poste de premier ministre. Miller est remplacé au poste de chef par Larry Grossman.
Lorsque l'accord libéral-NPD prend fin, une élection est tenue en 1987 lors de laquelle les conservateurs tombent en troisième place à l'Assemblée législative — Grossman est personnellement défait dans sa circonscription du centre-ville torontois et démissionne immédiatement. Andy Brandt est le chef intérimaire du nouveau parti jusqu'à ce qu'une nouvelle course à la chefferie soit organisée en 1990, lors de laquelle Mike Harris est élu chef du parti, défaisant Dianne Cunningham.
Les conservateurs n'améliorent guère leur position dans l'élection de 1990 sous Harris, tandis que le gouvernement Peterson est défait par le NPD qui forment un gouvernement majoritaire sous le premier ministre Bob Rae.

### La«Révolution du bon sens»

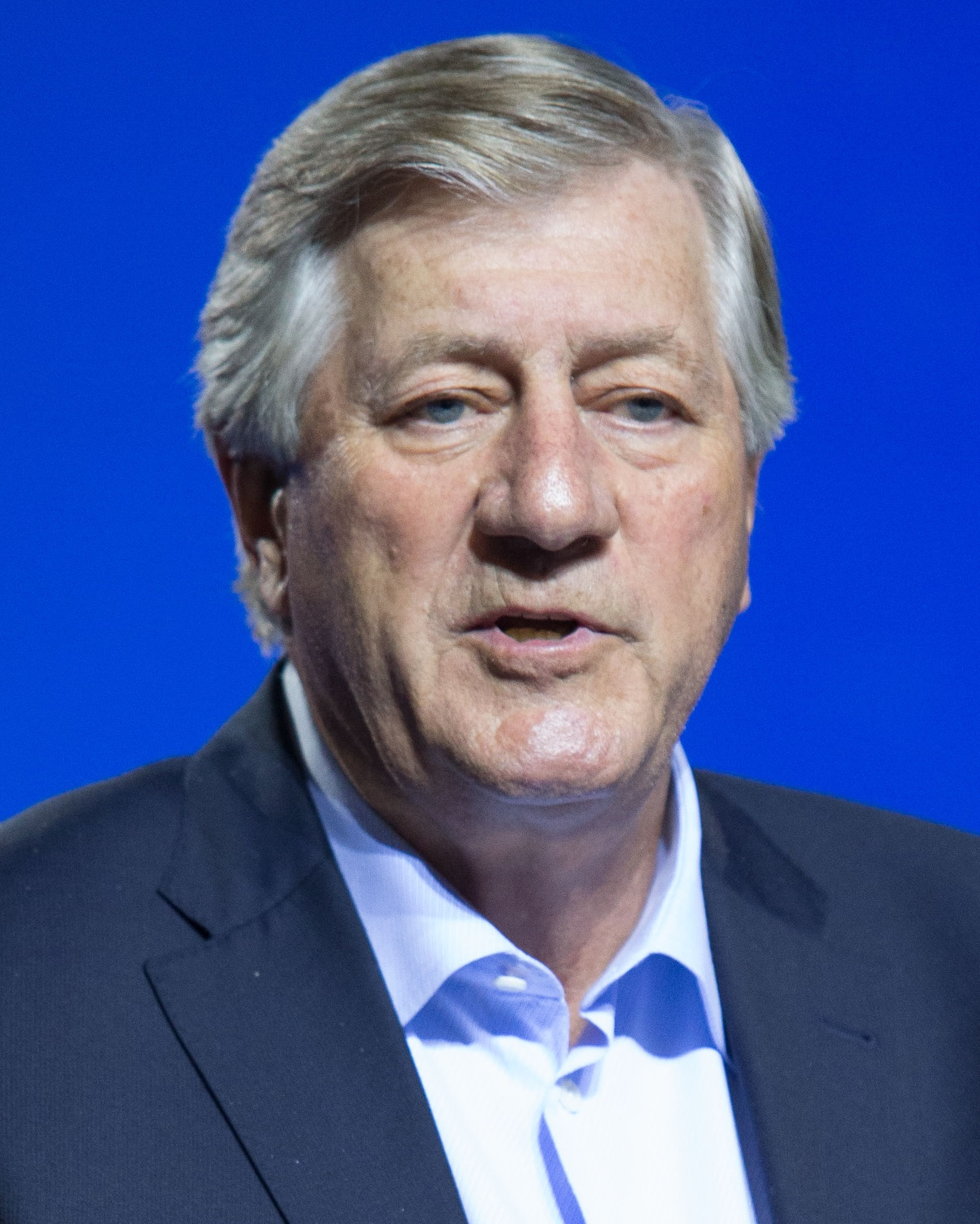
Mike Harris, premier ministre de l'Ontario de 1995 à 2002.

Dans l'élection de 1995, Harris catapulte son parti de la troisième place à une victoire électorale, faisant campagne sur une plateforme appelée la « Révolution du bon sens », un programme de droite qui accorde la priorité à des baisses d'impôts importantes, des coupures à l'assistance sociale, l'introduction du workfare (l'assistance sociale en échange du travail), la privatisation et d'autres mesures libérales. Harris remporte une seconde majorité en 1999 malgré des grèves et des manifestations durant son premier mandat.
Le gouvernement Harris est critiqué sur les questions des soins de santé, l'environnement et ses politiques d'imposition, que les critiques blâment pour la création d'un déficit budgétaire de 5 milliards de dollars laissé par le Parti conservateur dans sa dernière année au pouvoir.
La chute dans les appuis des progressistes-conservateurs débute en 2000, selon la maison de sondage Ipsos-Reid, quand les conservateurs tombent derrière les libéraux dans les sondages d'opinion publique pour la première fois depuis l'élection de 1999, avec 36 % contre 42 % pour les libéraux et 17 % pour le NPD. Plus tard en 2000, les appuis aux libéraux montent à environ la moitié des personnes sondées, tandis que les conservateurs sont restés aux alentours de 30 %. Cette tendance se maintient dans la course à la chefferie de 2002, les appuis des conservateurs atteignant 37 % et les libéraux continuant de recevoir les appuis de la moitié des personnes interrogées.

### Ernie Eves: une prise de distance face à la Révolution du bon sens
Avec la démission de Mike Harris en 2002, les progressistes-conservateurs élisent à leur tête Ernie Eves, qui avait été ministre des Finances de Harris, et qui jouissait de l'appui de presque tous les députés de son parti.
Eves rejette la Révolution du bon sens après avoir accédé au poste de premier ministre. Il annule des plans pour vendre Hydro One lorsque la déréglementation des prix d'énergie contribuent à une montée en flèche des prix d'électricité et font planer la menace d'une révolte des consommateurs. En réponse, il impose de nouveau un contrôle des prix sur l'électricité, plafonnant le prix à 4,3 cents par kilowattheure et jure de maintenir le plafond au moins jusqu'en 2006. Le résultat est une dette publique en croissance rapide pour compenser les bas prix d'électricité.
Durant l'été qui suit l'élection de Eves comme chef, les progressistes-conservateurs rejoignent les libéraux dans l'appui populaire, se plaçant à seulement deux points derrière les libéraux dans deux sondages. En automne 2002, toutefois, la lune de miel de Eves avec les électeurs prend fin, et le parti chute à nouveau dans les sondages, incapable de dépasser la barre des 40 %, tandis que les libéraux approchent 50 %.

### Défaite électorale de 2003
Malgré une tentative de redéfinir l'image du gouvernement comme étant plus modérée, Eves est incapable de renverser la tendance à la baisse dans les sondages dont les tories souffraient depuis la dernière année du mandat de Harris.
Eves recrute l'organisateur de campagne de Jim Flaherty, Jamie Watt, pour cogérer la campagne électorale conservatrice, ainsi que le reste de l'équipe « Whiz Kid » qui avait travaillé auparavant pour Harris. Seul Tom Long, l'organisateur central des campagnes de Harris, refuse de travailler pour Eves.
La réputation de compétence des « Whiz Kids » est assombrie par des manœuvres publicitaires comme la présentation du deuxième budget du gouvernement au siège social de Magna International au lieu de l'Assemblée législative. La réaction des électeurs envers ce bris de la tradition parlementaire força la remise à l'automne de la campagne électorale initialement prévue pour l'automne 2003.
En mai 2003, Eves rend publique la plateforme du parti, intitulée « The Road Ahead ». Le document prône un agenda de droite agressif, et était plus proche de l'esprit de la campagne au leadership de Flaherty que celui de Eves. En publiant ce document, Eves revient sur ses positions précédentes sur l'interdiction des grèves d'enseignants, l'incarcération des sans-abris, les taxes sur les écoles privées et le mariage homosexuel.
La campagne électorale des progressistes-conservateurs est parsemée d'erreurs et de gaffes, et Eves est visiblement mal à l'aise de promouvoir une plateforme qu'il avait précédemment critiquée. Les publicités télévisés s'attaquant au chef libéral Dalton McGuinty sont mal reçus du public et permet aux libéraux de qualifier la campagne des tories comme une inutile campagne d'affrontement.
Un point critique de la campagne arrive lorsque des membres de l'équipe de Eves font humoristiquement référence à McGuinty comme un « méchant mangeur de chatons reptilian d'une autre planète », un commentaire qui fait paraître les conservateurs comme désespérés. Dans les derniers jours avant le vote, Eves est également critiqué pour avoir dit de McGuinty qu'il « dit tout ce qui lui vient dans sa petite tête pointue ». Le jour du scrutin, les conservateurs sont défaits et réduits à 24 sièges à la législature.

### Retour dans l'opposition
Tôt en 2004, Eves annonce son intention de démissionner de son poste de chef de parti. Une course à la chefferie pour le remplacer est convoqué pour l'automne.
Jim Flaherty est le premier à se lancer dans la course, faisant campagne avec la même plateforme de droite qu'en 2002. Il est rapidement opposé par John Tory, un ancien cadre de Rogers Cable et ancien candidat à la mairie de Toronto en 2003, considéré comme un Red Tory à cause de son association avec l'ancien premier ministre ontarien Bill Davis. Le député Frank Klees, le troisième candidat dans la course, est un partisan de la Révolution du bon sens et le seul candidat à prôner un système parallèle de soins de santé privé. Le congrès a lieu le 18 septembre 2004, élisant John Tory à la tête du parti. Tory, un associé de longue date du parti, est élu à la législature ontarienne lors d'une élection partielle en mars 2005, dans l'ancienne circonscription de Eves.
Toutefois, lors des élections de 2007, les conservateurs sont de nouveaux défaits par les libéraux. John Tory, qui se présente dans Don Valley-Ouest par Kathleen Wynne.
Lors du congrès de 2008, Tory reçoit l'appui de 66 % des délégués et décide de rester à la tête du parti. Toutefois, John Tory ne réussit pas à retourner à l'Assemblée législative lors d'une élection partielle et décide finalement de démissionner.
Le 27 juin 2007, les progressistes-conservateurs élisent Tim Hudak à leur tête. Celui-ci conduit le parti lors de l'élection de 2011 qui voit le gouvernement libéral de McGuinty être réduit à une minorité. En 2014, il affronte la nouvelle première ministre Kathleen Wynne et est largement favori, mais la promesse de couper 100 000 emplois publics aident les libéraux à remporter un mandat majoritaire. Tim Hudak démissionne à la suite du scrutin.
Le 9 mai 2015, Patrick Brown est élu comme nouveau chef du parti. Il démissionne le 25 janvier 2018 à la suite d'allégations d'inconduite sexuelle.

### L'ère Ford
Doug Ford, un ancien conseiller municipal de Toronto et frère de l'ancien maire Rob Ford, est élu chef du parti. Il mène les conservateurs à la victoire aux élections de 2018 pour la première fois en 15 ans. Il fait élire un gouvernement majoritaire malgré une campagne marquée par des controverses et une plateforme électorale jugée irréaliste et non-chiffrée. À cause de son style bouillant, ses adversaires l'ont dépeint comme le Donald Trump du Canada.
En 2022, le parti adopte le Strong Mayors, Building Homes Act affectant Toronto et Ottawa, et Doug Ford menace de faire permettre l'adoption de lois municipales appuyées par une minorité de conseillers.

## Identité visuelle

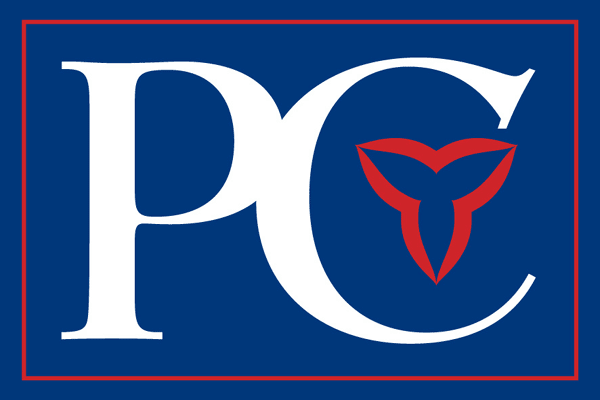
Logo de 2006 à 2010.
Logo de 2010 à 2016.
Logo de 2016 à 2018.

## Chefs du parti
| Nom                      | Chef      | Premier ministre |
| ------------------------ | --------- | ---------------- |
| John Sandfield Macdonald | 1867-1871 | 1867-1871        |
| Matthew Crooks Cameron   | 1871-1878 | —                |
| William Ralph Meredith   | 1878-1894 | —                |
| George Frederick Marter  | 1894-1896 | —                |
| Sir James Whitney        | 1896-1914 | 1905-1914        |
| Sir William Hearst       | 1914-1919 | 1914-1919        |
| George Howard Ferguson   | 1919-1930 | 1923-1930        |
| George Stewart Henry     | 1930-1936 | 1930-1934        |
| William Earl Rowe        | 1936-1938 | —                |
| George Drew              | 1938-1948 | 1942-1948        |
| Thomas Kennedy (intérim) | 1948-1949 | 1948-1949        |
| Leslie Frost             | 1949-1961 | 1949-1961        |
| John Robarts             | 1961-1971 | 1961-1971        |
| William (Bill) Davis     | 1971-1985 | 1971-1985        |
| Frank Miller             | 1985-1986 | 1985             |
| Larry Grossman           | 1986-1987 | —                |
| Andy Brandt (intérim)    | 1987-1990 | —                |
| Mike Harris              | 1990-2002 | 1995-2002        |
| Ernie Eves               | 2002-2004 | 2002-2003        |
| John Tory                | 2004-2009 | —                |
| Bob Runciman (intérim)   | 2009      | —                |
| Tim Hudak                | 2009-2014 | —                |
| Jim Wilson (intérim)     | 2014-2015 | —                |
| Patrick Brown            | 2015-2018 | —                |
| Vic Fedeli (intérim)     | 2018      | —                |
| Doug Ford                | 2018-     | 2018-            |